# Djukas
Djuka é uma tribo africana. Os Djukas são conhecidos por sua técnica para modificar a forma da ossatura humana.
Na tribo africana dos Djukas, os curandeiros conhecem o método para endireitar ossos deformados. Deixam o braço ou a perna do paciente de molho numa substância misteriosa, cujo segredo é conservado cuidadosamente; depois de um certo tempo os ossos tornam-se macios. O curandeiro dá-lhes então a forma desejada, usando talas e enformando-os com argila. Depois de rompido esse revestimento, o osso terá retomado sua consistência e forma normais.